# Octavie Modert
Octavie Modert (ur. 15 listopada 1966 w Grevenmacher) – luksemburska polityk, parlamentarzystka, w latach 2004–2013 minister.

## Życiorys
Urodziła się w 15 listopada 1966 w Grevenmacher. Ukończyła liceum klasyczne w Echternach, następnie uzyskała magisterium z prawa na Uniwersytecie Roberta Schumana w Strasburgu. Kształciła się również w zakresie europeistyki na University of Reading.
Swoją karierę polityczną związała z Chrześcijańsko-Społeczną Partią Ludową (CSV), do której wstąpiła w 1982. Pełniła różne funkcje w strukturze partii i jej organizacji młodzieżowej, dochodząc do stanowiska wiceprzewodniczącej CSV (2013–2014).
Od 1992 pracowała w administracji rządowej. W latach 1998–2004 była sekretarzem generalnym luksemburskiego rządu i szefem gabinetu premiera. W 2004 uzyskała mandat posłanki do Izby Deputowanych, wybrana także w kolejnych wyborach, od lipca 2004 nie wykonywała jednak mandatu w związku z pełnieniem funkcji rządowych. Od 31 lipca 2004 do 22 lipca 2009 była sekretarzem stanu z szerokim zakresem obowiązków (dotyczących m.in. kontaktów z parlamentem, rolnictwa, rozwoju obszarów wiejskich, kultury i szkolnictwa wyższego).
23 lipca 2009 przeszła na stanowisko ministerialne w drugim rządzie premiera Jean-Claude’a Junckera i wicepremiera Jeana Asselborna. Została wówczas ministrem kultury, ministrem do spraw uproszczenia administracji (przy premierze), ministrem do spraw kontaktów z parlamentem oraz ministrem delegowanym do spraw służby cywilnej i reformy administracyjnej. Pierwsze dwie funkcje pełniła do końca urzędowania gabinetu (tj. do 4 grudnia 2013), dwie kolejne do 29 kwietnia 2013. Od 30 kwietnia 2013 do końca funkcjonowania rządu była dodatkowo ministrem ministra do spraw służby cywilnej i reformy administracyjnej oraz ministrem sprawiedliwości, zastąpiła na tych stanowiskach François Biltgena. Jej następcą w resorcie sprawiedliwości został Félix Braz.
W wyborach w 2013 Octavie Modert ponownie uzyskała mandat deputowanej, przystępując do jego wykonywania. W 2017 została nadto radną miejscowości Stadtbredimus. W 2018 i 2023 z powodzeniem ubiegała się o poselską reelekcję.